# 후지사와 노리타카
후지사와 노리타카(일본어: 藤澤 典隆, 1988년 8월 23일 ~ )는 일본의 축구 선수이다. 현재 일본 풋볼 리그의 비아틴 미에에서 뛰고 있다.

## 구단 경력
그는 2014년부터 2020년까지 J리그의 FC 류큐, 가고시마 유나이티드 FC에서 활동하였다.